# Гурина, Карина Анатольевна
Карина Гурина — известная фотомодель, обладательница титула «Мисс бикини 2009» в Крыму, а также победительница «Мисс Maxim» в августе 2012 года. В 2013 обложка Карины Гуриной попадает в 10-ку лучших обложек мира по мнению рейтингового издания Best-top model наравне с такими именитыми моделями как Kelly Brook, Natalia Rodriques. Известные Американские, испанские, французские модельные агентства распахнули перед ней свои двери. Предложения Карина отклонила, осталась с родителями в Москве и продолжила учёбу в РЭУ им. Плеханова.

## Биография
Карина Гурина родилась 31 марта 1992 года в городе Ялта, Россия. В 1995 году с родителями переехала Москву. Отец военный, мать частный предприниматель.
Карина с детства была очень подвижным и любознательным ребёнком, занималась латиноамериканскими танцами, занималась рафтингом, состояла в женской сборной по волейболу, играла в большой теннис, рисовала, состояла в различных актерских кружках в лицее. После окончания 96 школы на Пресне Карина подает документы в РЭУ им. Плеханова по специальности: Экономика и управление на предприятии ресторанно-гостиничного бизнеса. Окончила школу студии МХАТ мастер Князева Елена Анатольевна, проходила стажировку в театре на Юго-Западе. Снималась в сериале ОСА на 5 канале, на ТНТ в ХБ шоу, в рекламе, в клипе певца Данко  Берег Рая исполняла главную женскую роль. В телепередачах на Первом канале, каналах Россия-1, Домашний, Рен ТВ, ТНТ, МУЗ ТВ и ДТВ.

— Карина Гурина
На первом курсе университета Карина выиграла титул «Мисс бикини 2009» Крымской республики, в 2010 году она получила звание «Мисс университет». А в августе 2012 становится «Мисс Maxim»:

Я победила, хотя это было нелегко — вокруг было столько интриг и напряженная наэлектризованная атмосфера. Но у меня всё получилось, благодаря тому, что смогла остаться самой собой. Привет— Карина Гурина